# 石上山
石上山（いしかみやま）は岩手県遠野市にある標高1,038mの山。

## 概要
北上高地に属する。早池峰山、六角牛山と共に「遠野三山」に数えられる。標高は1,038m。登山口は標高約451m地点にある。現在の登山口以外にも複数の登山道があり、一等三角点も別の登山道にあったが、どれも廃されている。かつては修験者の山として女人禁制とされていた。
1988年に一等三角点百名山を再選考する際には「七時雨山や石上山もいい山なのでできれば加えたかった。」とある。

## 位置
北緯41度、東経141度にあり遠野三山の主峰、早池峰山の南に位置する。